# Baby Doll
Baby Doll er en dansk film fra 1988, instrueret af Jon Bang Carlsen og skrevet af Lisbet Gad.

## Medvirkende
- Mette Munk Plum
- Birgit Sadolin
- John Hahn-Petersen
- Bodil Udsen
- Lone Kellermann
- Benedikte Hansen
- Lone Helmer